# Joseph von Stubenberg
Joseph von Stubenberg (né le 8 novembre 1740 à Graz, mort le 29 janvier 1824 à Eichstätt) est prince-évêque de la Principauté épiscopale d'Eichstätt de 1791 à 1802 puis évêque du diocèse d'Eichstätt jusqu'en 1821. Il est également le premier archevêque de Bamberg de 1818 à sa mort.

## Biographie
Joseph vient de la  (de). Il devient prêtre à Salzbourg en 1762. Il est élu prince-évêque d'Eichstätt en 1790. La principauté est dissoute et devient un diocèse au moment de la sécularisation en 1802. Lors de la redistribution des paroisses après la sécularisation en 1818, il est archevêque de Bamberg et en même temps nommé administrateur apostolique d'Eichstätt. Il refuse d'abord de prêter serment au concordat du 5 juin 1817 (de) pour le royaume de Bavière puis le fait en disant être en accord avec les enseignements et les lois de l'Église catholique. En 1821, il reçoit le pallium comme archevêque de Bamberg et administrateur du diocèse d'Eichstätt par le  nonce apostolique Francesco Serra-Cassano. Cependant il n'a jamais pris possession de sa cathédrale de Bamberg.

### Source, notes et références
- (de) Cet article est partiellement ou en totalité issu de l’article de Wikipédia en allemand intitulé « Joseph von Stubenberg » (voir la liste des auteurs).